# Ракіта (пам'ятка природи)
Ракіта — ботанічна пам'ятка природи місцевого значення в Україні. Розташована у лісовому масиві на південний захід від с. Ярославець Кролевецького району.  
За місцевою вимовою - Рокита. 
Площа - 21 га. Статус надано 18.11.2011 року. Перебуває у віданні Кролевецької районної державної ажміністрації.
Охороняється унікальне осоково-сфагнове болото за межами природного поширення на Поліссі з низкою рідкісних видів рослин: осока багнова, сфагнум викривлений, росичка круглолиста, щитник гребенястий, верба розмаринолиста тощо. 
На території пам'ятки мешкають рідкісні види тварин – ласиця мала, деркач, ремез, черепаха болотяна, тритон гребінчастий, квакша, чапля сіра, погонич звичайний, крячок чорний, снігур, кобилочка солов'їна, чиж, стрічкарка блакитна, ванесса чорно-руда, махаон, червінець непарний, горностай, лунь лучний, сорокопуд сірий та ін.
Має особливу природоохоронну, наукову, естетичну, рекреаційну, пізнавальну і освітньо-виховну цінність.
Для місцевого населення (жителів с.Ярославець) Рокита - це перш за все природнє озеро що знаходиться відразу за селом (на відміну від багатьох штучних сільських ставків) в якому завжди дуже м яка і чиста вода, не така як в інших водоймах. Ця вода дуже добре справлялась з брудним одягом та була справжньою знахідкою у догляді за волоссям.